# Grayson megye (Kentucky)
Grayson megye az Amerikai Egyesült Államokban, azon belül Kentucky államban található. Megyeszékhelye és legnagyobb városa Leitchfield. Lakosainak száma 26 420 fő (2020. április 1.). Grayson megye Breckinridge, Hardin, Hart, Edmonson, Butler és Ohio megyékkel határos.

## Népesség
A megye népességének változása:
| Lakosok száma | 25 790 | 25 867 | 25 891 | 25 997 | 26 221 | 26 420 |
|               | 2010   | 2011   | 2012   | 2013   | 2015   | 2020   |